# AtheistTV
AtheistTV est la première chaîne de télévision dédiée à l'athéisme au monde. AtheistTV a été fondée par American Atheists, a été annoncée le 7 mai 2014, et lancée le 29 juillet de la même année. Elle est disponible via le réseau de streaming Roku, ainsi qu'en ligne via le site Web American Atheists.

## Programmes
Depuis août 2014, en plus de sa chaîne de diffusion en direct, Atheist TV propose le contenu suivant :
- Fondation Richard Dawkins - Conférences et entretiens avec l'activiste athée et biologiste évolutionniste Richard Dawkins
- Reason Rally - Vidéos de l'événement 2012 à Washington DC
- Convention nationale de 2014 - Faits saillants de la convention d'American Atheists tenue à Salt Lake City, Utah.
- The Atheist Experience - Une émission-débat pour les théistes et les athées, animée depuis Austin, au Texas, par Matt Dillahunty, Tracie Harris et Russell Glasser.
- Publicités - Publicités et vlogs de membres variés.
- Films - courts métrages et interviews à caractère athée
- The Atheist Viewpoint - Épisodes de talk-show de l'émission du même nom de Cranford, New Jersey.
- Convention nationale 2011 - Faits saillants de la convention nationale américaine des American Atheists qui s'est tenue à Des Moines, Iowa.
- Comédie - Keith Lowell Jensen (routine comique)

Le 11 septembre 2015, le livestream pour AtheistTV a pris fin et le contenu a été transféré vers un service de streaming à la demande du même nom.